# Thelotrema hypomelaenum
Thelotrema hypomelaenum är en lavart som beskrevs av Müll. Arg. 1895. Thelotrema hypomelaenum ingår i släktet Thelotrema och familjen Thelotremataceae.   Inga underarter finns listade i Catalogue of Life.